# Charles Horton Peck
Charles Horton Peck (Sand Lake, 30 de marzo de 1833 – Albany, 11 de julio de 1917) fue un micólogo, pteridólogo, y briólogo del siglo XIX y principios del siglo XX. Fue "Botánico del Estado de Nueva York" de 1883 a 1913. Describió más de 2500 especies de hongos de EE. UU., publicando habitualmente en : Proc. Biol. Soc. Wash.; Torreya; Bull. New York State Mus. Nat. Hist.; Rep. (Annual) Regents Univ. State New York New York State Mus.; Madroño; Spruces Adirondacks; Rhodora.

## Biografía
Era hijo de Joel B. y de Pamela Horton. Se diploma en la Escuela Normal del Estado de Nueva York, enseñando tres años en el "Sand Lake Collegiate Institute". Fue durante sus estudios que descubre la Botánica con James Henry Salisbury (1823-1905). Retoma sus estudios, en el Union College de Schenectady (donde obtiene su Bachelor of Arts), y en 1859 enseña latín, griego antiguo, Matemática, y Botánica en el "Sand Lake Collegiate Institute". Durante sus jornadas en el "Union College", sigue los cursos de Jonathan Pearson (1813-1887) quien enseña Química, Matemática y Botánica. Al momento de hacer deportes, él prefería herborizar.
Se casa en 1861 con Mary Catherine Sliter (unión que le dará dos hijos) y obtiene su Master of Arts. En 1862, enseña Matemática, Humanidades, Botánica en un Colegio de Albany para varones.
Preocupado por el anuncio de estragos en su herbario y además gravemente afectado por la muerte de su esposa en 1912, sufre un ligero ataque cerebrovascular, en noviembre de 1912, seguido, a principios de 1913, por otro más severo. Así presenta su dimisión, que no es aceptada sino hasta 1915. Pocos días antes de su deceso, alcanza a terminar una sala de maquetas de champiñones en el Museo de Albany.
Como escribe el micólogo Homer Doliver House (1878-1949) : « Los servicios prestados por el Doctor Peck en el dominio de la Micología no han sido sobrepasados por ningún otro investigador estadounidense de hongos»
Una de sus más significativas especies fue Amanita ocreata.

## Honores

### Miembro de
- Botanical Society of America
- American Association for the Advancement of Science
- Torrey Botanical Club
- National Geographic Society
- y de diversas otras sociedades científicas

- La abreviatura «Peck» se emplea para indicar a Charles Horton Peck como autoridad en la descripción y clasificación científica de los vegetales.[4]